# Master of Weapon
Master of Weapon (マスターオブウェポン?, Masutā obu Ūepon) è uno sparatutto a scorrimento verticale per arcade, edito dalla Taito nel 1989. Ebbe un'unica conversione per la console Sega Mega Drive.
Di questo titolo esiste anche un prototipo che porta il nome di Yukiwo, emulato tramite MAME.
È incluso esclusivamente nella raccolta per PlayStation 2 Taito Memories II Gekan, uscita nel 2007 solo in Giappone.

## Trama
Un'intera settimana di guerra nucleare sulla Terra distrugge l'ambiente globale. I sopravvissuti alle guerra raccolgono le loro forze e risorse nel tentativo di riportare il pianeta com'era un tempo. Utilizzando un supercomputer chiamato God System, i superstiti iniziano il loro primo passo verso la ricostruzione della Terra, facendo in modo che il God System crei macchine in grado di pulire e ricostruire gran parte di ciò che è andato perduto a causa della guerra. Tuttavia, senza preavviso, una misteriosa entità mutante nota come "N" prende il controllo del God System; creando tre strane statue guardiane basate su figure mitologiche greche, N manipola le macchine e i programmi del God System per attaccare l'umanità. I superstiti creano un umano artificiale chiamato Yukiwo, costruito per sfruttare una destrezza e una forza senza pari, e un'astronave con superpoteri da pilotare per reclamare la Terra da N.

## Modalità di gioco
Il giocatore controlla un'astronave attraverso fasi di sparatutto a scorrimento. La navicella può muoversi in quattro direzioni per evitare ostacoli e nemici che attaccano da più parti con le loro armi. Ogni livello presenta numerosi avversari da affrontare. L'astronave è equipaggiata con un cannone fotonico che può essere potenziato fino a cinque volte raccogliendo i potenziamenti contrassegnati dalla lettera "P". È inoltre possibile utilizzare bombe aria-terra in quantità limitata, ma incrementabili durante la partita. Entrambe le armi possono sparare continuamente senza pause. Distruggendo le navi da trasporto nemiche si possono ottenere armi speciali, come il laser "L" (potente ma a corto raggio), i proiettili guidati "G" (che seguono e eliminano i bersagli), gli attacchi a raggiera "W", l'H-Bomb "H" (che distrugge tutti i nemici per alcuni secondi) e il potenziamento "S" (che aumenta la potenza dello scarico, il raggio d'azione e la velocità dell'astronave).
Alla fine di ogni livello è presente un boss da sconfiggere per passare alla fase successiva. Se l'astronave subisce due colpi, si perde una vita; se non si hanno più crediti, il gioco termina.

## Accoglienza
La rivista Game Machine ha elencato Master of Weapon tra i giochi arcade più popolari in Giappone nel giugno 1989.